# بارافرانكا
بارافرانكا (بالإيطالية: Barrafranca)‏ هي بلدية في مقاطعة إنا في صقلية الإيطالية.

## السكان
في سنة 1861 بلغ عدد السكان 8٬838 نسمة، وتطور العدد ليصل في سنة 2011 لـ 13٬977 نسمة.
يظهر هذا المخطط البياني تطور النمو السكاني لـ بارافرانكا